# Leo Records
Leo Records is een onafhankelijk Brits platenlabel, dat jazzplaten uitbrengt, met name nieuwe, innovatieve en geïmproviseerde jazz. Het label werd in 1969 opgericht door de Russische immigrant Leo Feigin en heeft sindsdien meer dan zevenhonderd titels op zijn naam staan en ruim 500 cd's uitgebracht. Het label omvat vier labels: Leo Records, Leo Lab, Golden Years of New Jazz en FeetFirst Records.
Feigin zette het label op om in het Westen meer bekendheid te geven aan jazz uit de Sovjet-Unie en jazzmusici in zijn land een duw in de rug te geven. Er verschenen aanvankelijk vooral platen van Russische musici als Anatoli Vapirov, het trio van Vyacheslav Ganelin en Simon Nabatov. Later kwamen er ook platen van westerse jazzmuzikanten uit, zoals Anthony Braxton, Marilyn Crispell, Gebhard Ullmann, Maggie Nicols, Sun Ra, Art Ensemble of Chicago, Evan Parker, Eugene Chadbourne, Cecil Taylor en Ned Rothenberg.